# Limassolla kakii
Limassolla kakii är en insektsart som beskrevs av Chou och Ma 1981. Limassolla kakii ingår i släktet Limassolla och familjen dvärgstritar. Inga underarter finns listade i Catalogue of Life.